# しょぼいカレンダー
しょぼいカレンダーとは、日本全国のアニメ放送状況を確認できるウェブサービスである。すべてのデータは、編集権限を与えられた有志が登録している。「しょぼいカレンダー」から情報を取得しているサービスとして、その日に放送されるアニメの情報を通知センター上に表示させるアプリケーション「今日のアニメ」や、放送中アニメの視聴状況を管理するサービス「Animetick」が挙げられる。